# 餅花
餅花（もちばな）とは、日本の一部地域で正月とくに小正月に、ヌルデ・エノキ・ヤナギなどの木に小さく切った餅や団子をさして飾るもの。東日本では「繭玉」（まゆだま）の形にする地域が多い。一年の五穀豊穣を祈願する予祝の意味をもつとされる。左義長の行事で飾ったり、食べたりする地方も多い。

## 各地の餅花

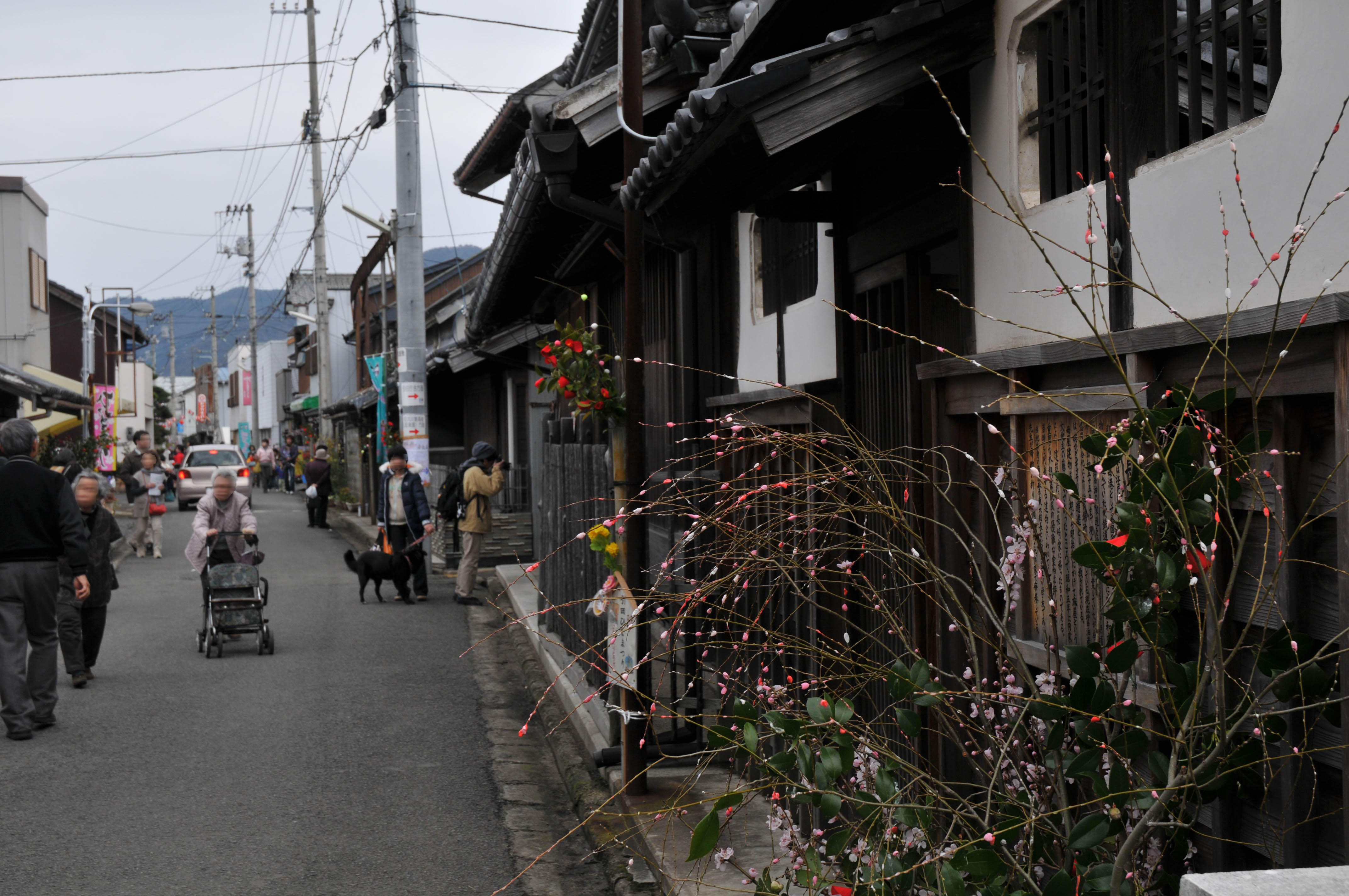
街頭に飾られる餅花（香川県東かがわ市引田）

長野県などでは、枝垂れ柳を使って稲穂の垂れるかたちにつくり、豊作を表現している。これを「稲の花」とよぶ。「粟穂稗穂」（あわぼひえぼ）も同じ。
岐阜県（主に高山市・飛騨市）では「花餅」（はなもち）と呼ばれ、正月の装飾用品として定着している。
鹿児島県の奄美大島では「生り餅（なりむち）」と呼び、小正月にニレ科のブブ木（クワノハエノキ）に白、赤、緑、黄などのカラフルな餅の「実」（なり）を刺して、床の間、神棚、墓、高倉などに置いて五穀豊穣や家内安全を祈る。ブブ木は枝を切ってもすぐに伸びてくるため、繁栄の象徴として使われる。飾り終わった生り餅は、1月18日に煮て、蒸したサツマイモと練り合わせて作る「ひっきゃげ」にして食べる。
香川県の宇多津町などでは、雛祭りに菱餅と共に餅花を作って家に飾る。
また、東日本一帯に広がるものに「繭玉」（まゆだま）がある。米の粉をカイコの繭のかたちにして木にさしたもの。養蚕に関連の深い道具などをいっしょに飾る地方もある。カイコの安全を祈願したものだが、これも餅花の一種である。小正月が終わる頃にもぎとり焼いて食べる。

## 文学
松尾芭蕉の俳句に下記がある。
餅花やかざしに插せる嫁が君